# Tetragnatha albida
Tetragnatha albida là một loài nhện trong họ Tetragnathidae.
Loài này thuộc chi Tetragnatha. Tetragnatha albida được miêu tả năm 1994 bởi Gillespie.